# Шонгау

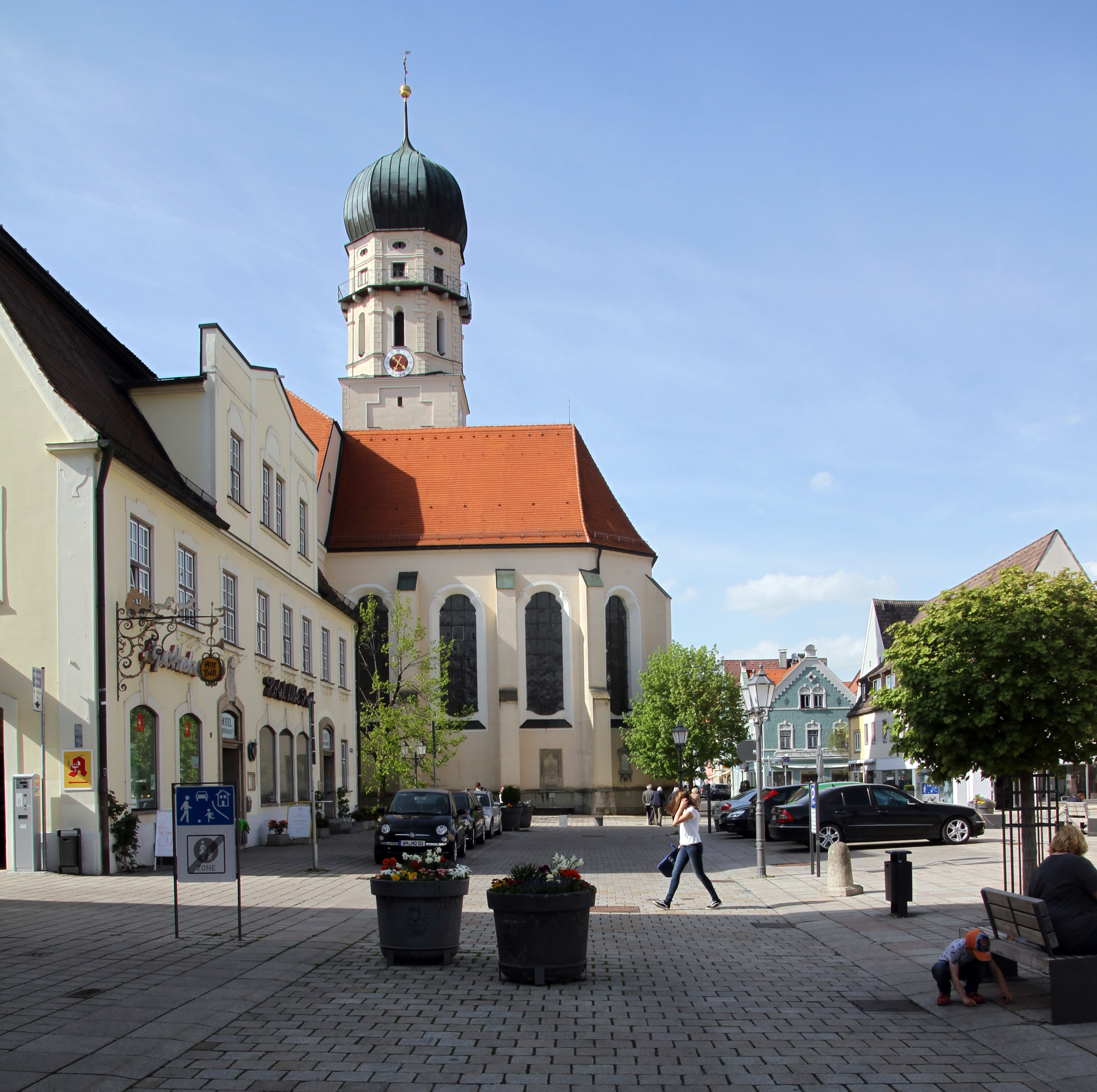
Мариенплатц и приходская церковь Успения Богородицы

Шонгау (нем. Schongau) — город в Германии, районный центр, расположен в федеральной земле Бавария.

## Общая информация
Город подчинён административному округу Верхняя Бавария. Входит в состав района Вайльхайм-Шонгау. Население составляет 12 298 человек (на 31 декабря 2017 года). Занимает площадь 21,35 км². Официальный код — 09 1 90 148.

## Города-побратимы
- Кольмар, Франция (1962)
- Лукка, Италия (1962)
- Синт-Никлас, Бельгия (1962)
- Эбингдон, Великобритания (1970)
- Гоголин, Польша (1996)

## Известные жители
В окружном совете Шонгау начинал свою политическую карьеру Франц Йозеф Штраус, в будущем многолетний премьер-министр Баварии и лидер партии Христианско-социальный союз.

## В искусстве
В Шонгау происходит действие романа Оливера Пётча «Дочь палача» и его продолжений. Главный герой — городской палач Якоб Куизль, живший в Шонгау во второй половине XVII века.